# Arnold von Arnoldsweiler

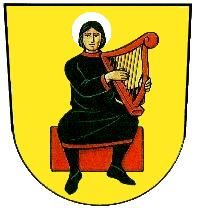
Der hl. Arnold im Wappen von Arnoldsweiler

Arnold von Arnoldsweiler (* im 8. Jahrhundert; † um 800 in Ginnizweiler, heute Düren-Arnoldsweiler) ist ein Heiliger der römisch-katholischen Kirche. Sein Gedenktag ist der 18. Juli. Arnold soll Musiker am Hof Karls des Großen gewesen sein. Die zentrale Legende um ihn handelt vom „Ritt um den Bürgewald“, wodurch dieser den umliegenden Dörfern geschenkt wurde. Die lokale Verehrung hält bis heute an.

## Lebensdaten
Über Arnold von Arnoldsweilers Lebensdaten gibt es keine gesicherten Erkenntnisse. Neben einer Urkunde aus dem Jahr 1339 findet sich eine gesicherte Erwähnung der Person Arnolds erst in einer Abschrift der lateinischen Vita sancti Arnoldi confessoris, beides ca. 500 Jahre nach seinem Tod.
Sein genaues Geburtsjahr und sein Geburtsort sind unbekannt. Bei der Angabe Graecia (lat.: Griechenland) handelt es sich möglicherweise um einen Schreibfehler in der ältesten erhaltenen Vita, eventuell war die Gegend um Graz (lat. Graetia) gemeint. Die Herkunft aus Griechenland wurde bereits im Jahr 1739 von Jacob Schmid angezweifelt, der eine umfangreiche Sammlung von Heiligenlegenden, darunter auch die Arnolduslegende, herausgegeben hatte. Auch er nimmt an, Graecia sei ein Schreibfehler und gemeint sei das Gebiet der alten römischen Provinz Raetia, welche sich im Norden des heutigen Italiens und im Süden der heutigen Schweiz erstreckte.

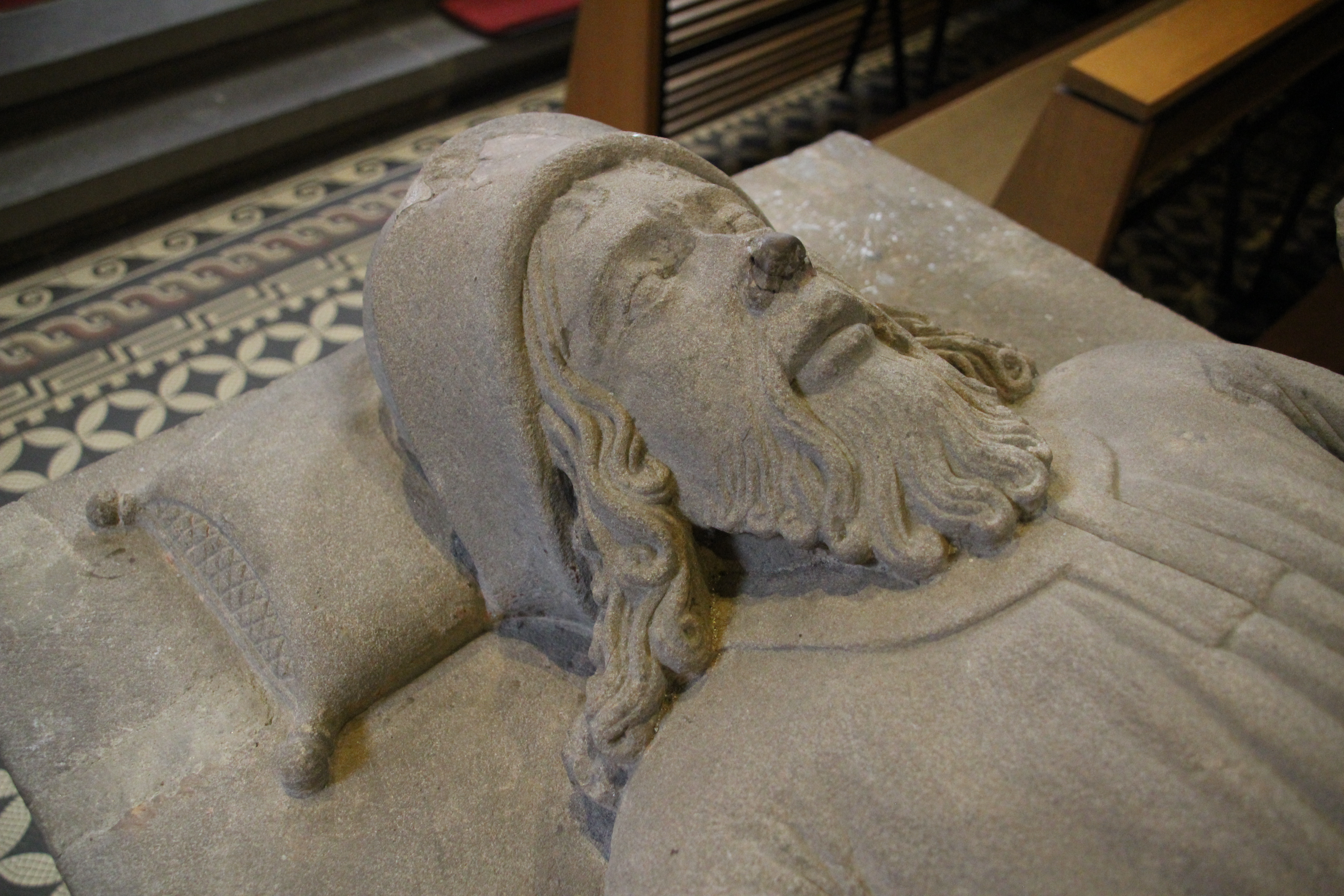
Hochgrab Arnolds (Darstellung aus dem 15. Jahrhundert) in der Arnolduskapelle

Über das genaue Todesjahr bestehen verschiedene Ansichten. So heißt es in der ältesten erhaltenen Abschrift der Lebensbeschreibung, Arnold sei um 800 gestorben. In einem Abdruck der Acta Sanctorum der Bollandisten aus dem Jahr 1725 wird der Tod Arnolds auf den Beginn des 9. Jahrhunderts verlegt; in Stadlers Vollständigem Heiligen-Lexikon von 1840 heißt es wieder, er sei um 800 gestorben. Arnold Steffens hingegen geht 1886 vom Jahr 843 aus und nähert sich damit der Annahme der Bollandisten an. Rudolf Wyrsch geht im Jahr 1994 wiederum von der Zeit um 800 aus und Wilhelm Arnolds legt sich 2015 auf das Jahr 793 fest.
Gestorben ist Arnold wohl in Ginizuuilere (= Ginizwilere = Ginnizweiler, später in Arnoldsweiler umbenannt), wo er auch bestattet wurde. Sein Grab wird dort bis heute in der Arnolduskapelle verehrt.

## Legenden

### Der Ritt um den Bürgewald

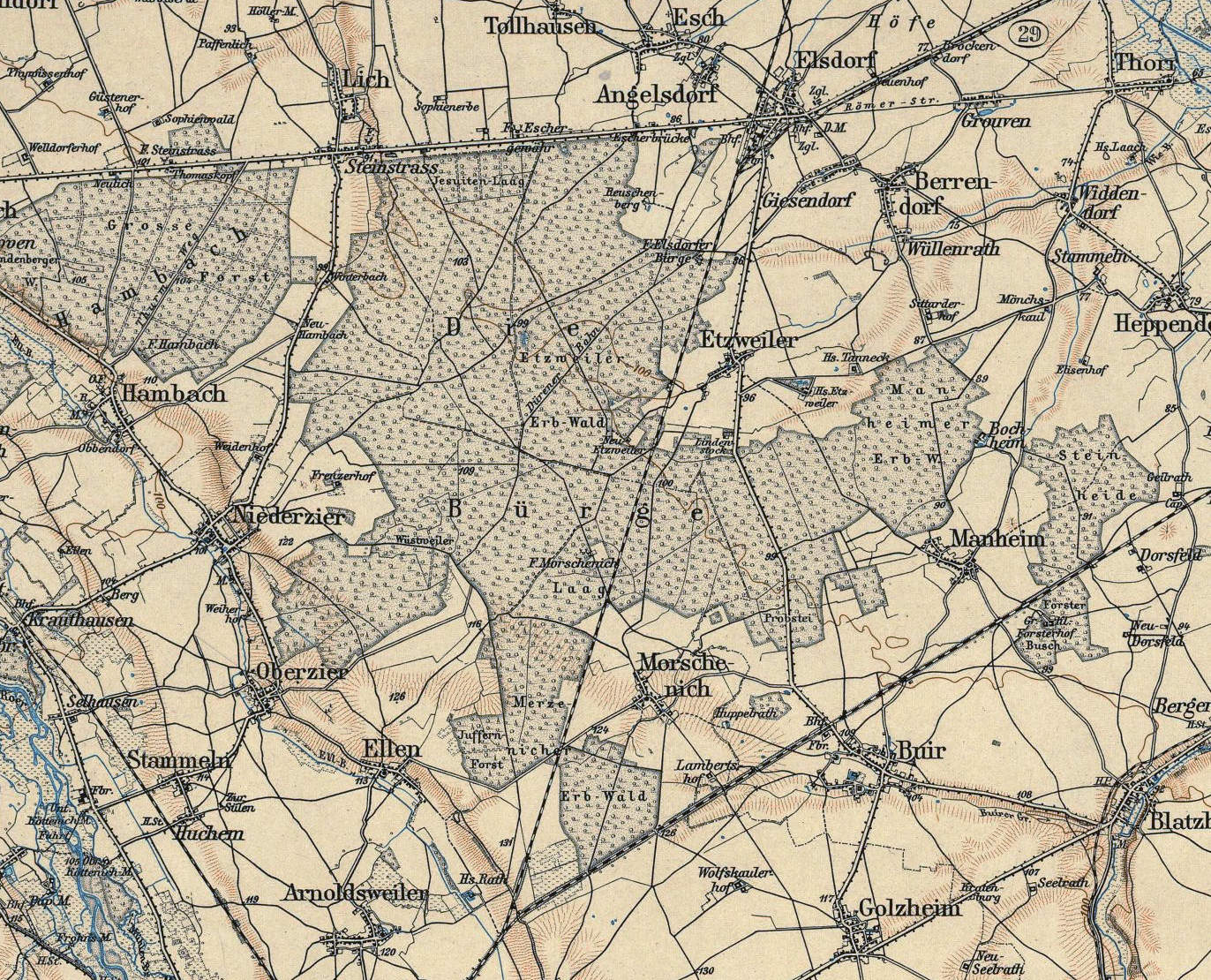
Ausdehnung des Bürgewaldes im Jahr 1902

Die zentrale Legende zu Arnold von Arnoldsweiler dreht sich um den Bürgewald, ein Waldgebiet nördlich von Düren zwischen Rur und Erft, im Bereich des heutigen Braunkohlentagebaus Hambach. Dieser war ein großer Restwald des bis zum frühen Mittelalter die gesamte Jülich-Zülpicher Börde bedeckenden Urwaldes.
Als Karl der Große mit seinem Gefolge im Bürgewald zur Jagd ging, begleitete Arnold die Gesellschaft. Er soll Musiker (Harfenspieler und Sänger) an dessen Hof gewesen sein. Arnold bemerkte bei der Unternehmung die große Armut der Dorfbewohner der Gegend, die sich darüber beklagten, dass der Wald königliches Eigentum sei und sie deshalb unter Mangel an Brennholz litten, weil sie es nicht wagten, etwas vom Waldboden aufzuheben.
Als König Karl während dieser Jagd bei der Königspfalz Düren rastete, um Gastmahl zu halten, bat Arnold darum, der Frankenherrscher möge ihm soviel von dem Wald schenken, wie er während der Dauer des Mahls umreiten würde. Arnold hatte bereits zuvor in den Dörfern rund um den Wald frische Pferde bereitstellen lassen, um schneller voranzukommen. Eine spätere mündliche Erweiterung der Legende besagt sogar, dass Arnold gar nicht reiten konnte. Kaiser Karl gewährte ihm den Wunsch und so gelang es im Staffelritt, ein großes Gebiet des damals noch fast vollständig von Wald bedeckten Landes zu umreiten, noch bevor das Mahl vorüber war.
Karl der Große war Arnold wohlgesinnt und nahm ihm die List nicht übel. Er schenkte ihm einen Ring zum Zeugnis, dass der Wald fortan ihm als Bürgewald gehöre. Arnold verschenkte den Wald weiter an die umliegenden Dörfer, worauf er in der Folgezeit aus Dankbarkeit wie ein Heiliger verehrt wurde.
Jahrhundertelang konnte das Waldgebiet von bis zu 49 angrenzenden Ortschaften genutzt werden (Allmendewald). Das sehr fruchtbare Gebiet in dieser Gegend wurde ansonsten seit der Karolingischen Zeit gerodet und in Agrarland umgewandelt, während der Bürgewald erhalten blieb – bis zur fast vollständigen Zerstörung durch den Braunkohleabbau. Mit der Legende in Verbindung steht der Wachszins der Bürgewaldgemeinden, der von den den Wald umliegenden Dörfern viele Jahrhunderte lang einmal im Jahr an das Grab Arnolds gebracht wurde.
Das Institut für Theologie und Politik in Münster stellt eine Verbindung zwischen der Legende als einer Erzählung von Waldschutz und Menschenschutz und der Enzyklika Laudato si’ von Papst Franziskus her.

### Arnolduspützchen
In einer Erweiterung der Legende erschöpfte eines der Pferde vor Durst und eine Magd verweigerte das Wasser zur Erfrischung. Das Pferd scharrte daraufhin mit den Hufen im Boden und es sprudelte eine Quelle hervor, die noch heute den Namen Arnolduspützchen (Arnoldusquelle) trägt. Die Frau soll aus dem Dorf Huchem-Stammeln (heute Gemeinde Niederzier) gewesen sein. Deshalb sei dieser Ort  vom Nutzungsrecht des Waldes Mo ausgeschlossen worden. Noch heute fehlt der Name dieser Ortschaft unter den Namenstafeln in der Arnolduskapelle, wo 15 der beschenkten Dörfer auf Namensschildern aufgelistet sind. Das Arnolduspützchen befindet sich an der heutigen L 264 bei Ellen.

### Die Wallfahrt nach Santiago de Compostela
Eine weitere Geschichte handelt von der Wallfahrt Arnolds zum Grab des Apostels Jakobus des Älteren nach Santiago de Compostela in Spanien.
Im heutigen Südfrankreich kam er in eine Gegend, in der es seit Wochen nicht mehr geregnet hatte und die Bewohner Hunger litten. Arnold brach seine Wallfahrt ab; denn er wollte auch dort helfen und das Elend der Menschen lindern. Als seine eigenen Kräfte bereits nachließen und er den Tod schon vor Augen hatte, wünschte er sich, in seiner Heimat zu sterben. Er bat Gott, ihm zu zeigen, ob dies sehr bald geschehen werde. Arnold warf den Ring, den Karl der Große ihm geschenkt hatte, in die Garonne. Das Wiederauftauchen des Ringes sollte ihn auf den bevorstehenden Tod hinweisen. Sofort machte er sich auf den Heimweg und wohnte unterwegs vorübergehend bei einer gottesfürchtigen Witwe.
Eines Tages fanden Arme, denen er Geld zum Kauf von Lebensmitteln gegeben hatte, in einem Fisch einen Ring, den sie ihrem Wohltäter überreichten. Arnold erkannte seinen Ring wieder, dankte Gott für das Wunder und ging nun schneller als zuvor nach Hause. Er erreichte das Dorf Ginnizweiler und verstarb bald darauf.

## Verehrung

### Namensgebung Arnoldsweiler
Sein Sterbe- und Begräbnisort wurde zwischen 922 und 1168 nach seinem Namen in Arnoldsweiler (wilre sancti Arnoldi) umbenannt. Der Ort gehört heute zur nahe gelegenen Stadt Düren. Im Volk wurde Arnold also mindestens seit dieser Zeit als Heiliger verehrt und gilt als Schutzpatron der Musiker, Organisten und Musikinstrumentenbauer sowie für einen guten und sanften Tod.

### Bürgewaldgemeinden und Wachszins

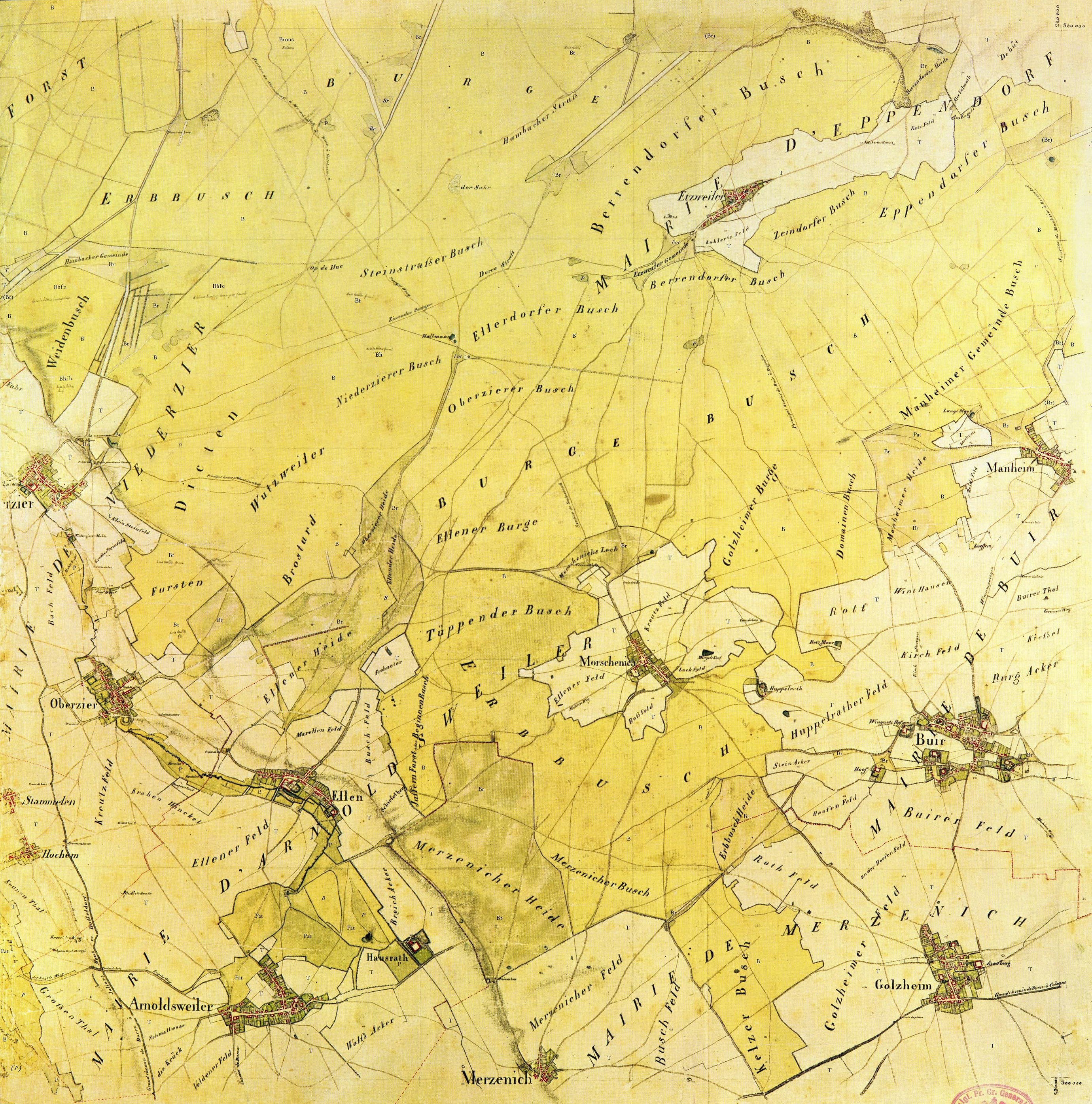
Der südliche Bürgewald 1807 (außer Huchem und Stammeln gehörten alle abgebildeten Orte zu den berechtigten Gemeinden), Karte Tranchot und v. Müffling

Die wohl älteste Form der Arnoldusverehrung ist der Wachszins der Bürgewaldgemeinden. Diese mussten jährlich am Pfingstdienstag eine bestimmte Menge an Kerzenwachs auf dem Altar des hl. Arnold opfern. Dieser Wachszins wird erstmals in einer Urkunde vom 18. März 1360 schriftlich erwähnt. Hierin bestätigt der Jülicher Herzog Wilhelm I. den Wachszins, was darauf schließen lässt, dass die Verpflichtung zu seiner Entrichtung schon wesentlich älter ist. In der Urkunde werden die Orte zum Opfer von bestimmten Kerzengrößen verpflichtet.
| Dörfer                            | Kerzengröße        |
| --------------------------------- | ------------------ |
| Arnoldsweiler, Ellen und Oberzier | zusammen 12 Pfund  |
| Niederzier mit Zubehör            | 12 Pfund           |
| Rödingen, Bettenhoven und Lich    | zusammen 12 Pfund  |
| Niederembt mit Zubehör            | 12 Pfund           |
| Elsdorf mit Zubehör               | 12 Pfund           |
| Paffendorf                        | 3 Pfund            |
| Zieverich und Thorr               | zusammen 1,5 Pfund |
| Desdorf und Brockendorf           | zusammen 0,5 Pfund |
| Glesch                            | 2 Pfund            |
| Grouven                           | 1 Pfund            |
| Berrendorf                        | 2 Pfund            |
| Etzweiler                         | 2 Pfund            |
| Sindorf und Heppendorf            | zusammen 8 Pfund   |
| Kerpen mit Zubehör                | 12 Pfund           |
| Blatzheim mit Zubehör             | 12 Pfund           |
| Golzheim                          | 4 Pfund            |
| Buir                              | 4 Pfund            |
| Morschenich                       | 4 Pfund            |
| Merzenich                         | 12 Pfund           |

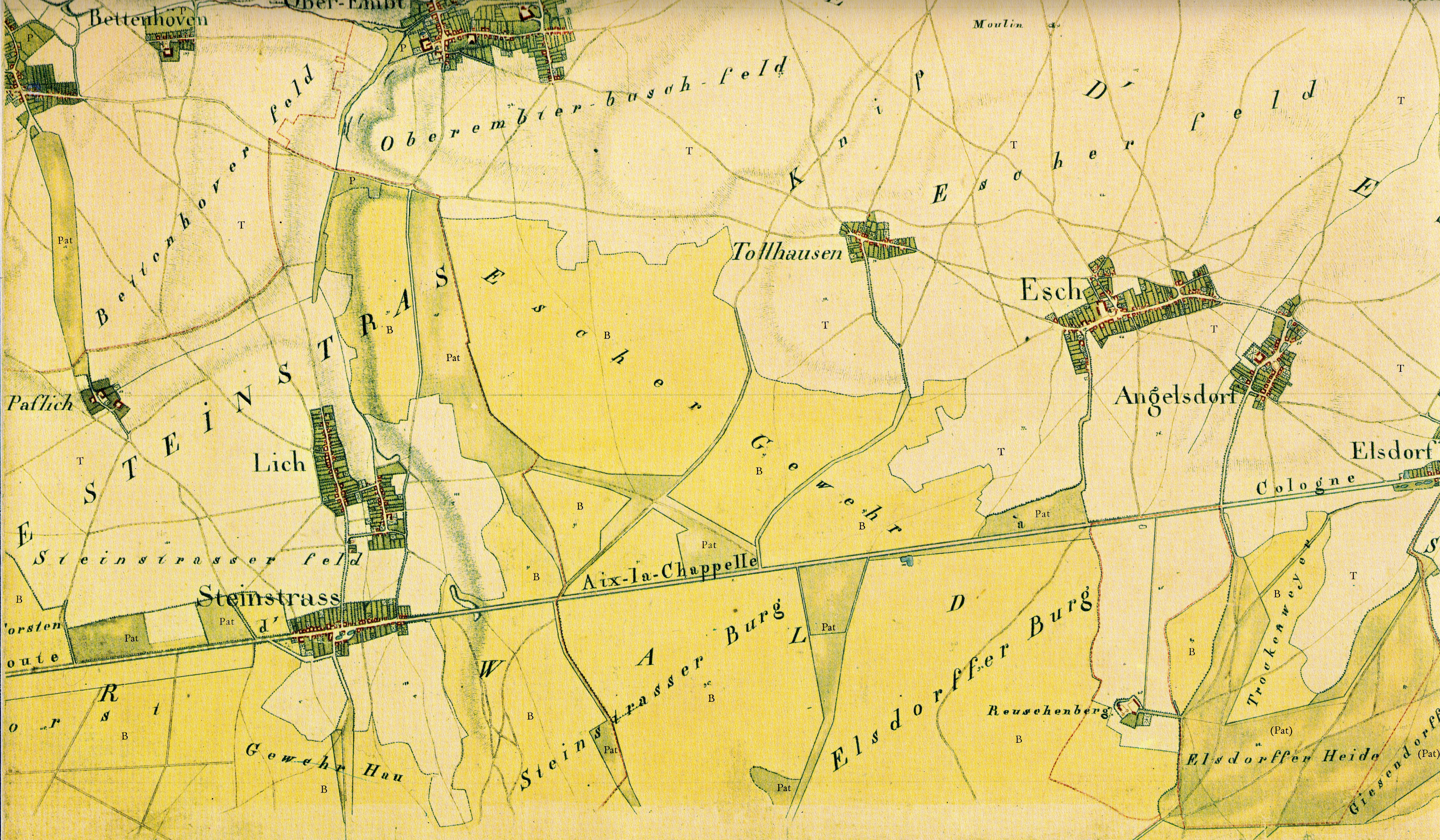
Der nördliche Bürgewald 1807, alle abgebildeten Orte waren am Wald beteiligt, Karte Tranchot und v. Müffling

Die Verpflichtung zum Wachszins behielt bis in die erste Hälfte des 19. Jahrhunderts seine Gültigkeit. Jedoch weigerten sich damals immer mehr Gemeinden zum Kerzenopfer. Dies mündete in den Wachsrentenprozess, der vor dem Königlichen Landgericht Aachen geführt wurde. Kläger war der Arnoldsweiler Kirchenvorstand. Ergebnis war, dass die betreffenden Gemeinden durch eine einmalige Geldzahlung an die Pfarre Arnoldsweiler vom Wachszins befreit wurden. Diese Ablösung erfolgte durch die beteiligten Orte nach und nach zwischen 1832 und 1840. Dennoch brachten auch danach noch einige Orte eine Kerze zu Pfingsten nach Arnoldsweiler.

### Päpstliche Anerkennung als Heiliger
Aufgrund der sehr unsicheren Überlieferung wurde zeitweise die Rechtmäßigkeit der Verehrung Arnolds als Heiliger angezweifelt. Im Jahr 1886 erkannte Papst Leo XIII. den Kult für das Erzbistum Köln an und bestätigte die zu dieser Zeit wahrscheinlich etwa 1000 Jahre alte Tradition.

### Arnoldustag
Der 18. Juli, Gedenktag des hl. Arnold, wurde traditionell feierlich begangen und am Sonntag danach eine sakramentale Prozession gehalten. 1914 wurde das Fest am Arnoldustag zu einem Gedächtnistag herabgestuft. Seit 1987 ist es wieder als nicht gebotener Gedenktag für das Bistum Aachen anerkannt.

### Arnoldusoktav
Jährlich in der Woche des 18. Juli findet in Arnoldsweiler die Arnoldusoktav, auch Arnolduswoche genannt, zu Ehren des hl. Arnoldus statt. Die Oktav wurde im Juli 1891 erstmals abgehalten und vom damaligen Arnoldsweiler Pfarrer Peter Gerhard Kleeff ins Leben gerufen.
Seit Anfang der 2000er Jahre wurde die Woche auf nur fünf Tage verkürzt und dauerte seitdem nur noch von Mittwoch bis Sonntag, seit 2019 wird wieder eine achttägige Oktav gehalten. In den acht Tagen werden täglich Gottesdienste gefeiert, zu denen Gastprediger zum Thema der Woche predigen.

### Reminiszenzen an den Wachszins
Heutzutage wird aus fast keinem der Orte mehr eine Kerze an das Arnoldusgrab gebracht, aber es gibt Ausnahmen. So brachte eine Gruppe aus Ellen in den 1980er Jahren eine Kerze (es blieb jedoch dabei) und Manheimer Pilger belebten in der Arnolduswoche 2013 diesen Brauch des Wachszinses wieder und opferten das erste Mal seit vielen Jahren eine Kerze am Arnoldusgrab.
Am Pfingstdienstag, dem 2. Juni 2020, wurde abermals die Tradition des Wachszinses neu belebt. Einige Initiativen („Waldspaziergang Hambacher Wald“, „Kirche(n) im Dorf lassen“, „Alle Dörfer bleiben“), der Katholikenrat Düren und das Institut für Theologie und Politik hatten zu einer Wachszins-Fahrradwallfahrt von Buir nach Arnoldsweiler aufgerufen. Über 60 Pilger beteiligten sich und ließen so die mindestens 640 Jahre alte Tradition wieder zum Leben erwachen.

## Namenspatron
Der hl. Arnold von Arnoldsweiler ist der Namenspatron von Pater Arnold Janssen, dem Gründer der Steyler Missionare. Diese gründeten 1928 das Missionshaus St. Arnold in Neuenkirchen (Kreis Steinfurt). 1931 wurde dort die nahe gelegene Bahnstation in Bahnhof St. Arnold umbenannt und der entstehende Neuenkirchener Ortsteil St. Arnold nach ihm benannt.
In Arnoldsweiler trägt neben der Arnolduskapelle (Klein St. Arnold) auch die Kirche Groß St. Arnold seinen Namen.

## Schutzpatron

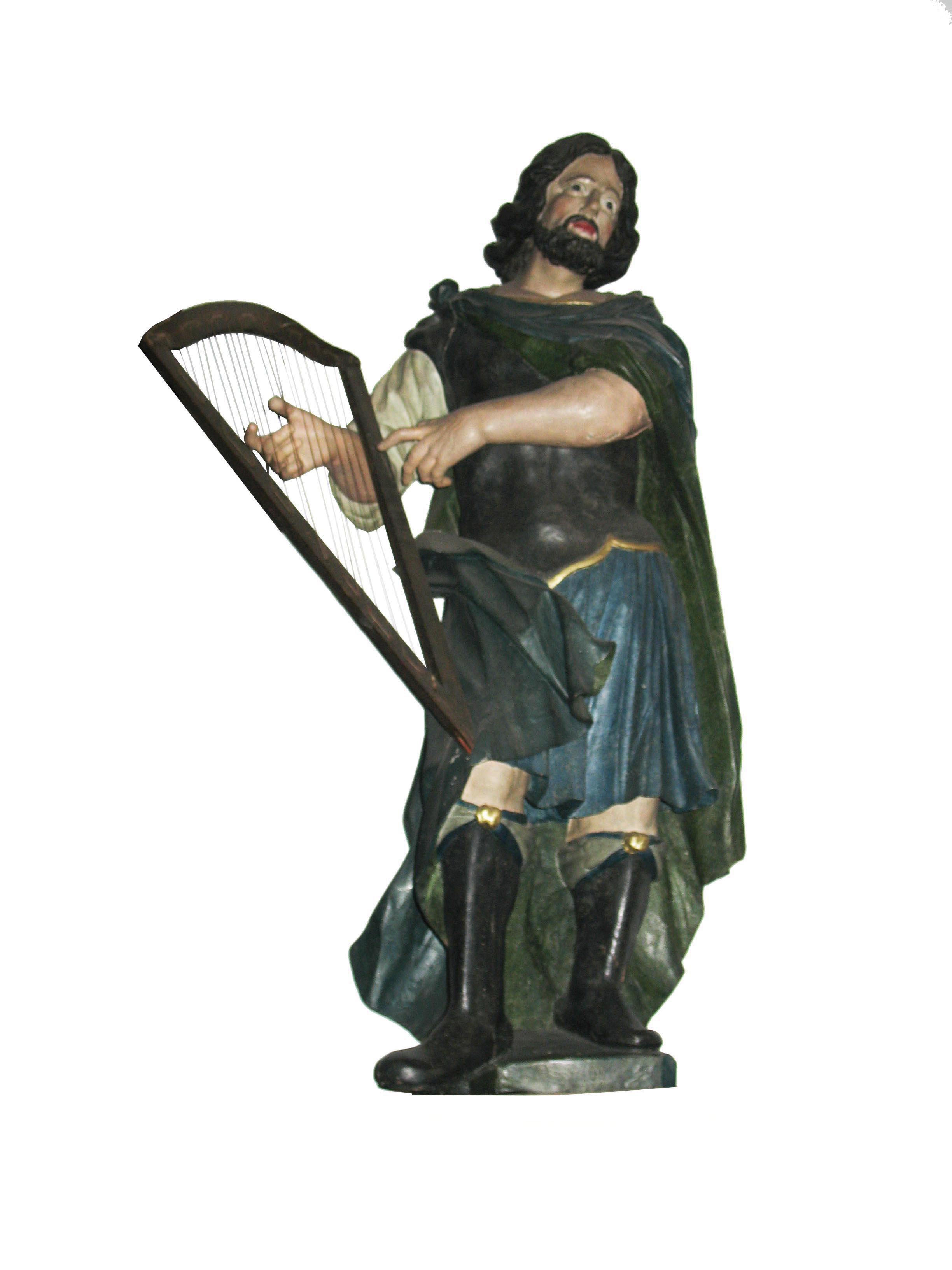
Figur des hl. Arnold, 18. Jh., in Groß St. Arnold, Arnoldsweiler

Arnold ist Schutzpatron der Musiker, Instrumentenbauer und Organisten und Fürsprecher für einen sanften Tod.